# Хомвуд (Алабама)
Хомвуд (англ. Homewood) — город на юго-востоке округа Джефферсон, штат Алабама, США, пригород Бирмингема. Имеет одну из самых высоких плотностей населения во всём штате.

## Демография
По данным переписи 2010 года, на территории проживало 25167 человек. По сравнению с переписью 2000 года численность населения увеличилась на 0,5 %.
В 2019 году население составляло 25337 человек.
- Мужчин — 11791 (46,9 %);
- Женщин — 13376 (53,1 %).

Средний возраст жителей — 29,8 лет.

## Доходы
Расчётный средний доход домохозяйства в 2009 году составлял $56,754 (в 2000 году — $45,431).
Расчётный доход на душу населения в 2009 году составлял $30,449.
2,4 % населения являются безработными.

## Образование
Среди населения 25 лет и старше:
- Среднее образование или выше: 93,4 %;
- Степень бакалавра или выше: 54,2 %;
- Высшее или специальное образование: 21,8 %.

В городе расположены три начальных школы, одна средняя и одна высшая школа, а также частный Сэмфордский университет. В городе также имеется шесть парков, больница, торговый центр.

## Расовая/этническая принадлежность
Белых — 18118 (72 %);
Афроамериканцев — 4306 (17,1 %);
Латиноамериканцев — 1846 (7,3 %);
Азиатов — 548 (2,2 %);
Относят себя к 2-м или более расам — 271 (1,1 %);
Индейцев — 41 (0,2 %);
Других — 30 (0,1 %);
Коренных жителей Гавайских островов и других островов Тихого океана — 7 (0,03 %).

## Недвижимость
Расчётная средняя стоимость дома или квартиры в 2009 году: $312,798 (в 2000: $156,700) по Алабаме: $119,600.
Средняя плата в 2009 году: $846.